# Xã Grant, Quận McCook, South Dakota
Xã Grant (tiếng Anh: Grant Township) là một xã thuộc quận McCook, tiểu bang Nam Dakota, Hoa Kỳ. Năm 2010, dân số của xã này là 131 người.